# ستيفان مولر (رامي الرمح)
ستيفان مولر هو رامي الرمح ‏ سويسري، ولد في 20 سبتمبر 1979.

## وصلات خارجية
- ستيفان مولر على موقع الاتحاد الدولي لألعاب القوى (الإنجليزية)